# Spettro di Seta
Spettro di Seta (Silk Spectre) è il nome condiviso da due supereroine (madre e figlia) che sono tra i personaggi principali nella serie fumettistica Watchmen di Alan Moore, e pubblicata dalla DC Comics.
Esse sono versioni modificate del personaggio Nightshade della Charlton Comics; tuttavia Alan Moore ha dichiarato che trovava Nightshade "noiosa", e che Spettro di Seta è stata modellata su personaggi più sexy come Phantom Lady, Black Canary e la Vedova Nera.

## Biografia del personaggio

### Sally Jupiter
La prima Spettro di Seta fu Sally Jupiter (il suo cognome reale era Juspeczyk; lei sperava di nascondere le sue origini polacche), una cameriera dai capelli rossi e ricci ed una danzatrice burlesque, che entrò in azione nel 1938 circa, quando aveva solo 18 anni. Fondamentalmente fu una pin-up in versione eroina d'azione che divenne presto un sex symbol, cosa di cui sembrò orgogliosa anche nella vecchiaia, apprezzando l'attenzione maschile e a giudicare dalla sua reazione quando apprese di una bibbia di Tijuana che era basata su di lei, cosa che invece incontrò la disapprovazione della figlia.
Venne presto invitata da Capitan Metropolis ad unirsi ai Minutemen, un gruppo di supereroi in costume. Il 2 ottobre del 1940, dopo una riunione dei Minutemen, venne aggredita sessualmente da Edward Blake, alias il Comico, che era di circa tre anni più giovane di lei e che sembrava incline a flirtare con lei prima del tentato stupro. Venne fermato dal compagno di squadra Giustizia Mascherata, che lo picchiò duramente, ma l'evento ebbe un impatto profondo sulla vita di Sally; il suo agente, Laurece Schexnayder, la convinse a non denunciare il Comico per paura di danneggiare l'immagine del gruppo.
Più celebrità che vigilante, Spettro di Seta fornì la copertura all'omosessualità di Giustizia Mascherata, fingendosi la sua affascinante ragazza (forse era il suo modo di ringraziarlo per essere intervenuto quando il Comico la attaccò). In un'intervista ammise che non gli piaceva molto Silhouette, vero nome Ursula Zandt, che la infastidiva costantemente per le sue origini polacche, ma in seguito si dichiarò dispiaciuta del fatto che lei fosse stata espulsa dal gruppo solamente perché era lesbica, soprattutto dal momento che c'erano uomini che erano gay nel gruppo (sebbene non li identifichi).
Nel 1951 Sally si ritirò dalla lotta al crimine e si sposò con il suo agente, Laurence Schexnayder, mentre restò in contatto con Hollis Mason (Gufo Notturno I) e Nelson Gardner (Capitan Metropolis). Nel 1957 diede alla luce sua figlia Laurel Jane, conosciuta da tutti come Laurie: era noto però ad entrambi i genitori che Laurie non era figlia di Laurence, ma del Comico, avuta da un secondo incontro con Sally. Ciò portò dissidi nella famiglia, portando la coppia al divorzio nel 1960.
Anche se non viene esplicitamente dichiarato, è chiaro che il secondo incontro sessuale di Sally con il Comico fosse consensuale, e che, nonostante tutto, provava dei sentimenti per lui. È possibile che qualcosa della personalità brutale e orientata all'azione del Comico interessò il lato più oscuro e passionale di Sally, ma le ragioni non vengono mai spiegate chiaramente nella storia, dato che è molto probabilmente un'estensione dell'ambiguità morale che Moore dà ai suoi personaggi (sebbene persone che soffrono di traumi emozionali siano note per reagire ad essi in modi insoliti).

### Laurie Juspeczyk
Sally spinse sua figlia nel mondo della lotta al crimine. Laurie Juspeczyk non aveva particolare interesse nel diventare l'erede di sua madre, ma assecondò Sally comunque; crescendo, la bruna Laurie seppe che Laurence Schexnayder non era il suo vero padre, e credette sempre, sbagliando, che il suo vero padre fosse Giustizia Mascherata. Laurie Juspeczyk è una donna di pensiero liberale e "moderna". È franca nei suoi interessi femministi ed umanitari ed è una lottatrice abbastanza in forma, e, all'inizio della storia, viene mostrata la sua difficile relazione con la madre.
Guidata dai ricordi del suo passato, Sally cercò di evitare che Laurie venisse a conoscenza di alcuni dei momenti più duri nella vita di combattente del crimine: ad esempio, non le permise di leggere l'autobiografia di Hollis Mason (Gufo Notturno I) Sotto la maschera (che narrava anche del tentato stupro del Comico ai danni di Sally, una cosa di cui Laurie non sapeva nulla). Sally agì come un'agente per la figlia, accompagnandola all'incontro dei "Watchmen" in una limousine e aspettando fuori che finisse. Dopo che l'incontro finì, Laurie incontrò il Comico di fuori: questi commentò e si complimentò con lei per essere l'immagine sputata di sua madre, ma la loro conversazione si interruppe poco dopo per opera di un'infuriata Sally Jupiter.
Laurie notò che il Comico sembrò triste mentre le vedeva andare via, e si sentì dispiaciuta nei suoi confronti. Ritornando a casa in macchina Sally raccontò alla figlia della sua storia con il Comico (ma non le disse che lui era suo padre). Disgustata e profondamente amareggiata per la pena di sua madre, Laurie non dimenticò mai il Comico per le sue azioni, nonostante sembrò con il passare del tempo, ed in un modo complicato, che Sally venne a patti con esso, fino al punto di voler difendere il Comico dagli sprezzanti commenti di Laurie quando egli fu assassinato. Poco dopo l'incontro dei Watchmen, Laurie incontrò e si fidanzò con il Dottor Manhattan, una cosa che sua madre non approvò, ritenendo che la relazione di Laurie con Manhattan fosse l'equivalente di dormire con una bomba H.
Attratta da lui fin dal primo momento in cui lo vide, Laurie lavorò con il Dottor Manhattan in alcuni dei suoi tanti incarichi domestici, compresa la soppressione di rivolte durante lo sciopero della polizia del 1977. Laurie, mai propriamente felice di essere una vigilante e non contenta che il governo si avvantaggiasse della sua relazione con il superuomo Manhattan, fu più che felice di smettere di essere una supereroina quando il Decreto Keene del 1977 forzò tutti i supereroi (tranne quelli supportati dal governo) a ritirarsi. Nella miniserie televisiva viene anche nominata, in seguito, come la Comica (Comedienne), un agente FBI dell'unità operativa anti vigilanti di Tulsa.

## Eventi inWatchmen
Dopo essersi ritirata, Laurie visse con Manhattan per alcuni anni, ma la loro relazione divenne sempre più difficile con il crescente distacco di Manhattan dall'umanità. Laurie infine lasciò il Dottor Manhattan ed iniziò a vivere con Dan Dreiberg, alias Gufo Notturno II, ed i due divennero presto fidanzati. Quasi come un capriccio, incoraggiati dall'imminente guerra nucleare, Dreiberg e Laurie decisero di indossare i loro vecchi costumi e di uscire con l'astronave di Dreiberg, Archie. Durante il volo, si accorsero di un edificio in fiamme e salvarono i residenti. Poco dopo, Laurie venne condotta su Marte dal Dr. Manhattan, e lì cercò di convincerlo a salvare l'umanità dall'imminente guerra nucleare. Durante la loro conversazione, Laurie capì infine, con suo orrore, che suo padre in realtà era il Comico. Commosso dall'assoluta improbabilità che due persone così differenti come Sally Jupiter e il Comico avessero concepito un bambino, e che la bimba fosse Laurie, il Dr. Manhattan comprese il miracolo ed il valore della vita umana e accettò di salvare il pianeta.
La coppia ritornò sulla Terra, ma ritrovò metà New York distrutta dalla creatura del malvagio Ozymandias. Essi si teletrasportarono dunque nella fortezza di Ozymandias in Antartide, dove Laurie cercò di sparare ad Ozymandias, ma fu bloccata dalla scoperta ed intentata capacità di afferrare un proiettile di Ozymandias. Dopo aver capito che il piano di Ozymandias aveva avuto luogo, e che, nonostante la perdita di diversi milioni di vite, era stata prevenuta una guerra nucleare e le nazioni del mondo si erano unite, gli eroi (con l'eccezione di Rorschach) decisero di mantenere segreto il piano di Ozymandias in osservanza di un bene maggiore.
Poco dopo questi eventi, Laurie e Dan Drieberg adottarono nuovi aspetti e nuove identità, chiamandosi ora Sam e Sandra Hollis, e ostentando una capigliatura bionda. Essi andarono a trovare Sally Jupiter - che ora viveva in una casa di riposo - e Laurie disse a sua madre che aveva saputo della verità su suo padre. L'argomento venne chiuso da Laurie, che accettò il fatto che la situazione tra sua madre e il Comico era troppo complicata, e la perdonò. "Sam e Sandra" se ne andarono poco dopo, facendo capire che avrebbero continuato le loro avventure da supereroi, nonostante Laurie espresse il desiderio di avere un'identità segreta migliore, un costume più protettivo ed un'arma da fuoco (suggerendo così che voleva raccogliere l'identità del Comico del padre, o che avrebbe per lo meno seguito il suo esempio). Dopo averli visti andar via, Sally prese una vecchia fotografia dei Minutemen, in cui era presente anche il Comico, e baciò la sua immagine mentre cominciò a piangere.

## Altri media

### Cinema
Malin Åkerman ha interpretata la seconda Spettro di Seta, Laurie Jupiter, nel film di Watchmen uscito nel 2009. Inoltre nello stesso film, Carla Gugino ha interpretata la prima Spettro di Seta, sua madre Sally, eroina in costume in pensione.

### Televisione
Jean Smart ha interpretata Laurie Blake nella miniserie televisiva Watchmen, uscita nel 2019. Ambientata nel medesimo anno, Laurie ha ormai abbandonato da tempo l'attività da vigilante ed è un'agente dell'FBI.